# مارشال كارتر
مارشال كارتر (بالإنجليزية: Marshall Carter) هو عسكري أمريكي، ولد في 16 سبتمبر 1909 في Fort Monroe ‏ في الولايات المتحدة، وتوفي في 18 فبراير 1993 في كولورادو سبرينغس في الولايات المتحدة.